# Jefe John Big Tree
Jefe John Big Tree (Chief John Big Tree. 2 de junio de 1877 - 6 de julio de 1967) nacido con el nombre de 
Isaac Johnny John fue un miembro de la Nación Seneca y actor que apareció en 59 películas entre los años 1915 y 1950.

## Vida
Jefe John Big Tree o Jefe Big Tree participó en 59 películas la mayoría Westerns. Sus papeles por lo general fueron de poca importancia y en algunos ni siquiera apareció en los títulos de crédito. Quizás lo más destacable sea su trabajo en cinco películas de John Ford; A Fight for Love (1919), El caballo de hierro (1924), Drums Along the Mohawk (1939), La diligencia (1939) y La legión invencible (1949).
Big Tree afirmaba ser uno de los tres jefes nativos americanos que aparecían en el anverso del  penique cabeza de indio (Indian Head nickel) diseñados por el escultor James Earle Fraser. Los otros dos jefes fueron Cola de Hierro y Dos Lunas. Big Tree aseguraba que su perfil fue usado para crear la parte del retrato que abarca desde la frente al labio superior.
Big Tree también reclamaba haber sido el modelo para el trabajo más reconocido de Fraser, "End of the Trail".. Ambas reclamaciones son ampliamente discutidas.
Big Tree también apareció en la portada de marzo de 1964 de la revista Esquire.
Jefe John Big Tree falleció a los 90 años de edad en la reserva india de Onondaga de New York lugar donde reposan sus restos.

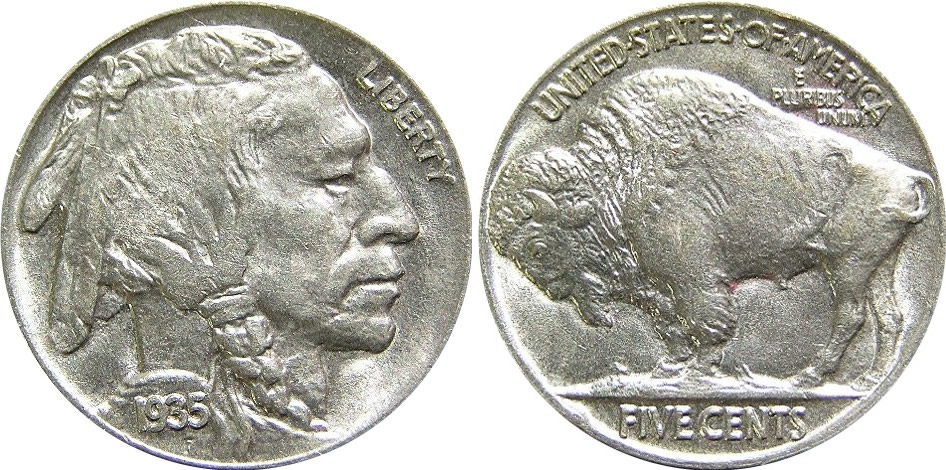
Penique cabeza de Indio.
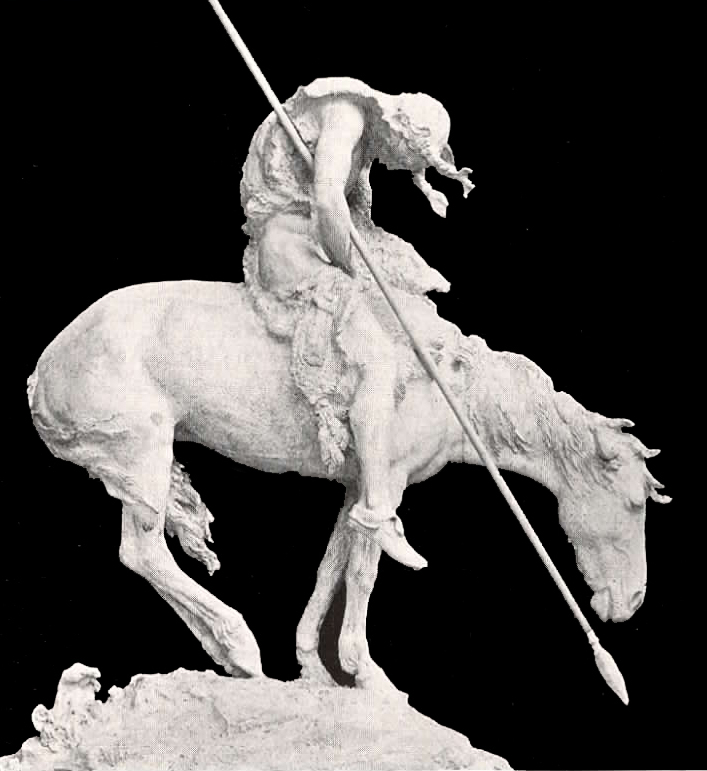
Obra "End of the trail" del escultor James Earle Fraser.
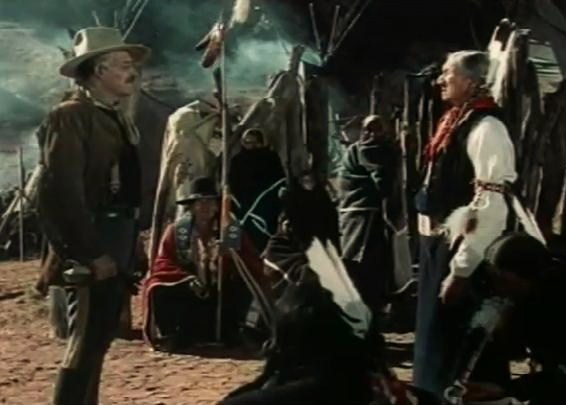
El Jefe Big Tree junto a John Wayne en la película La legión invencible.

## Filmografía destacada
Algunos de sus trabajos más conocidos son:
- The Spirit of '76 (1917) (Película perdida)
- A Fight for Love (1919) (Película perdida)
- The Avenging Arrow (1921) (Película perdida)
- The Iron Horse (1924)
- The Frontier Trail (1926)
- Winners of the Wilderness (1927)
- Sioux Blood (1929)
- The Singing Vagabond (1935)
- Daniel Boone (1936)
- Stagecoach (1939)
- Drums Along the Mohawk (1939)
- Western Union (1941)
- La legión invencible (1949)